# Orlando Anderson
 (novembre 2016).
Orlando Tive Anderson, dit Baby Lane (13 août 1974 - 29 mai 1998), était un membre de gang affilié aux Southside Crips de Compton. Il a été soupçonné d'être impliqué dans le meurtre du rappeur Tupac Shakur en 1996 au cours de l'enquête menée par la police de Compton et le Las Vegas Metropolitan Police Department. Meurtre qui serait une vengeance pour un passage à tabac que Anderson a subi quelques heures avant l'attaque contre Tupac Shakur. Il n'a cependant jamais été inculpé du meurtre. Il a été tué lors d'un règlement de comptes en 1998.

## Meurtre de Tupac Shakur
Dans la nuit du 7 septembre 1996, le rappeur Tupac Shakur et son producteur Suge Knight ainsi que des membres de leurs entourages proches agressent violemment Orlando Anderson dans le hall du MGM Grand Hotel de Las Vegas trois heures avant que Tupac se fasse tirer dessus.
Après avoir d’abord fortement soupçonné Orlando Anderson d’être lié au meurtre, le lieutenant Larry Spinosa, membre du département de police de Las Vegas déclara qu'Anderson n'était plus considéré comme un suspect dans l'enquête sur le meurtre de Tupac Shakur. Des rumeurs persistaient tout de même car de retour à Compton, Orlando Anderson se serait vanté d'être celui qui a assassiné Tupac, ce qu'il a toujours nié officiellement.
Anderson a été arrêté à Compton un mois après la fusillade avec 21 autres prétendus membres de gang, ce qui a été considéré comme tangentiellement lié au meurtre de Las Vegas. Il a finalement été relâché sans poursuites. Les enquêteurs de Las Vegas ont suspecté Orlando Anderson d'être lié au meurtre de Tupac Shakur, ce dernier étant celui qui a donné le premier coup à Anderson lors de l’agression qu'il a subi quelques heures avant l’attaque sur Tupac. La police de Las Vegas n'a pas eu la possibilité de questionner Yaki Kadafi, qui déclarait être capable d'identifier le tueur du rappeur mais qui fût tué lui aussi en novembre 1996.
Un an après le meurtre de Las Vegas, Anderson intente un procès à Suge Knight, à des associés du label Death Row Records, et aux successeurs financiers de Tupac ayant pour cause des blessures resultant de l'attaque qu'il a subi à Las Vegas par Tupac et ses associés le soir du meurtre. En réponse la mère de Tupac, Afeni Shakur dépose une plainte contre Orlando Anderson l'accusant d'être lié à l'assassinat de son fils. Peu de temps avant la mort d'Anderson les procès sont réglés à l’amiable, l'avocat d'Orlando Anderson clame que ce dernier aurait reçu soixante dix-huit-mille dollars en dommages et intérêts à l’issue du procès qu’il a intenté contre Shakur,.
En 1997, Orlando Anderson déclare au Los Angeles Times qu'il était un grand fan de Tupac Shakur et de sa musique, il nie toute implication dans son meurtre.
En octobre 2011, l'ancien détective du LAPD Greg Kading, qui a fait partie de l'équipe d'investigation du meurtre de Christopher "Notorious B.I.G" Wallace, a sorti un livre dans lequel il affirme que Sean "Puffy" Combs le PDG de Bad Boy Records aurait engagé Duane Keith "Keffe D" Davis un membre de gang, l'oncle de Orlando Anderson, pour qu'il assassine Tupac Shakur et Suge Knight en l'échange d’un millions de dollars. Dans une conversation enregistré entre Keith Davis, le détective Kading et son collègue le détective Dupree, Davis décrit la manière dont se serait passé l'assassinat de Tupac Shakur. Selon ses dires lui, des Southside Crips ainsi que son neveu Orlando Anderson recherchaient la voiture de Shakur et Suge dans les rues de Las Vegas afin de se venger pour l'attaque qu'Anderson avait subi quelques heures auparavant. D'après Davis, Orlando Anderson est celui qui a tiré les coups de feu qui ont légèrement blessé Knight et pris la vie de Shakur.
Quelques mois après cet événement, le rappeur New-Yorkais The Notorious B.I.G fût également tué dans des circonstances pratiquement identiques à celles du meurtre de Tupac Shakur.